# Oskar Rosendahl
Oskar Rosendahl, auch Oscar Rosendahl, (geboren am 27. Dezember 1876 in Witten; gestorben am 8. April 1941 in Huizen, Niederlande) war ein deutscher Architekt. Er war ein Opfer des NS-Regimes und beging Suizid.

## Leben
Oskar Rosendahl wurde als Sohn des Düsseldorfer Kaffeegroßhändlers und Kaffeeröstereibesitzers Josef Rosendahl geboren. Der Architekt Willy (Wilhelm) Rosendahl (* 1881) war sein jüngerer Bruder. Nach seiner Abschlussprüfung an der Baugewerkschule Köln 1895 arbeitete er fünf Monate in Dortmund. In den Jahren 1897 und 1898 unternahm er mehrere Reisen nach Belgien, Frankreich und Großbritannien. Ab 1898 bis 1902 war er in verschiedenen Architekturbüros in Köln tätig. Zwischen 1902 und 1914 war er einer der wichtigsten Architekten für den linksrheinischen Düsseldorfer Stadtteil Oberkassel mit zweiter Anschrift am Barbarossaplatz 2. Bis zu seiner Emigration nach Amsterdam 1937 war er hauptsächlich in Düsseldorf, aber auch in Köln und Amsterdam tätig. Aus der Zeit im Exil ist bisher nur eine Arbeit bekannt, der Umbau und die Renovierung des Lichtspieltheaters Lumière mit A. Krijgsman in Rotterdam. Wohl angesichts der blutigen Niederschlagung des Februarstreiks der niederländischen Bevölkerung und der Aussichtslosigkeit seiner Lage beging er am 8. April 1941 in Huizen Suizid. Er war Mitglied des Architekten- und Ingenieur-Vereins zu Berlin.

## Kinoarchitektur
Rosendahl war ein bekannter Kinoarchitekt. 1911 veröffentlichte er im Fachmagazin Der Kinematograph den Aufsatz: Das Kinematographentheater der Neuzeit, sein Bau und seine architektonische Entwicklung. Da das Kino nicht mehr nur die „niederen Volksschichten“, sondern auch ein bürgerliches Publikum anziehe, plädierte Rosendahl für eine „würdige, monumentale Erscheinung“ „der inneren und äußeren Raumgestaltung dieses Gebäudes“. Eine Bestuhlung in parallelen Sitzreihen mit Ausrichtung auf die Leinwand, die Verlegung der Gänge an die Seiten, eine Steigung des Saals und eine erhöhte Hängung der Leinwand schaffe ein freies Blickfeld und lenke die Aufmerksamkeit auf das Sehen der Filme.

## Bauwerke (Auswahl)

### Lichtspieltheater
- 1910: Wohn- und Geschäftshaus mit Lichtspieltheater „Lichtspiele Königsallee“ in Düsseldorf, Königsallee 38–40[7]
- 1925: „Kur-Lichtspiele“ Bad Oeynhausen, Klosterstraße 12[8]
- 1927/1928: Lichtspieltheater „Capitol“ für E. Neuhaus in Düsseldorf, Worringer Platz 4 (Kölner Straße 68)
- 1934/1935: City-Theater in Amsterdam, Kleine Gartmanplantsoen 15–19 (mit Jan Wils)[9]
- 1935/1936: Swinden Theater in Amsterdam, Van Swindenstraat 72-76 (mit Jan Wils)
- 1939: Umbau und Renovierung des Lichtspieltheaters „Lumière“ in Rotterdam, Coolsingel 83 (mit A. Krijgsman)

### Kaufhäuser
- 1911–1913: Kaufhaus Isay für Gebr. Isay oHG in Köln, Zeppelinstraße 4–6
- 1932: Umbau des Kaufhauses Gebr. Hartoch AG in Düsseldorf, Bolkerstraße 17/19/21, Flinger Straße 20 und Marktplatz 2

### Weitere Bauwerke
- 1906/1907: Villa für Julius Isaac Berger in Langenfeld, Rheindorfstraße 3[10]
- 1908: Mehrfamilienhaus in Düsseldorf-Bilk, Witzelstraße 48
- 1909/1910: Mehrfamilienhaus in Düsseldorf-Bilk, Ludgerusstraße 5
- 1909/1910: Mehrfamilienhaus in Düsseldorf-Bilk, Ludgerusstraße 7
- 1909/1910: Mehrfamilienhaus-Gruppe in Düsseldorf-Friedrichstadt, Gustav-Poensgen-Straße 5–15

### Bauwerke in Oberkassel, heute unter Denkmalschutz

#### Reihenhäuser
- 1911–1914: Reihenhäuser Siegfriedstraße 5–23

#### Wohn- und Geschäftshäuser
- 1903: Dominikanerstraße 2
- 1904: Dominikanerstraße 12 / Cheruskerstraße
- 1904/1905: Barbarossaplatz 4 / Dominikanerstraße
- 1906/1907: Dominikanerstraße 5
- 1906/1907: Dominikanerstraße 7

#### Mehrfamilienhäuser
- 1904/1905: Düsseldorfer Straße 6, für Peter Grohmann
- 1905: Steffenstraße 33
- 1905/1906: Düsseldorfer Straße 12
- 1906: Dominikanerstraße 10
- 1906: Columbusstraße 11, für Fritz Peckhaus
- 1906: Düsseldorfer Straße 10, für Peter Grohmann
- 1909: Düsseldorfer Straße 14
- 1909: Düsseldorfer Straße 16 / Markgrafenstraße

#### Stadtvilla
- 1905: Villa Lauf, Kaiser-Wilhelm-Ring 10[10][11]

#### Einfamilienhäuser
- 1907/1908: Glücksburg Straße 3
- 1908/1909: Brend’amourstraße 78
- 1908/1909: Brend’amourstraße 80
- 1908/1910: Brend’amourstraße 76

Quelle:

## Schriften
- Das Kinematographentheater der Neuzeit, sein Bau und seine architektonische Entwicklung. In: Der Kinematograph, Organ für die gesamte Projektionskunst, 4, 8. März 1911, Nr. 219, S. 10–12.